# Grzegorz Pasiut
Grzegorz Tomasz Pasiut (ur. 7 maja 1987) – polski hokeista, reprezentant Polski.

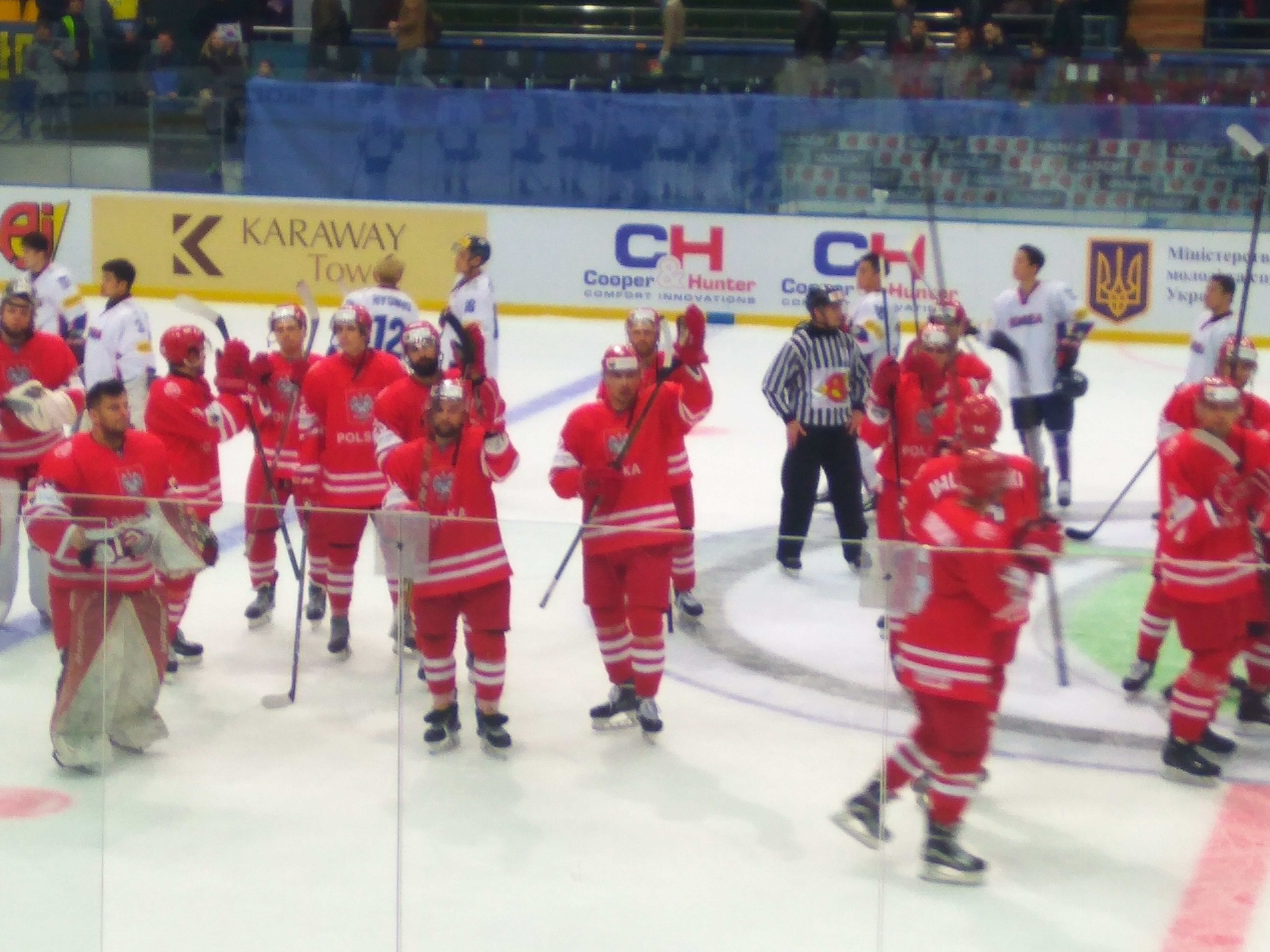
Grzegorz Pasiut (w środku) w barwach reprezentacji Polski w 2017

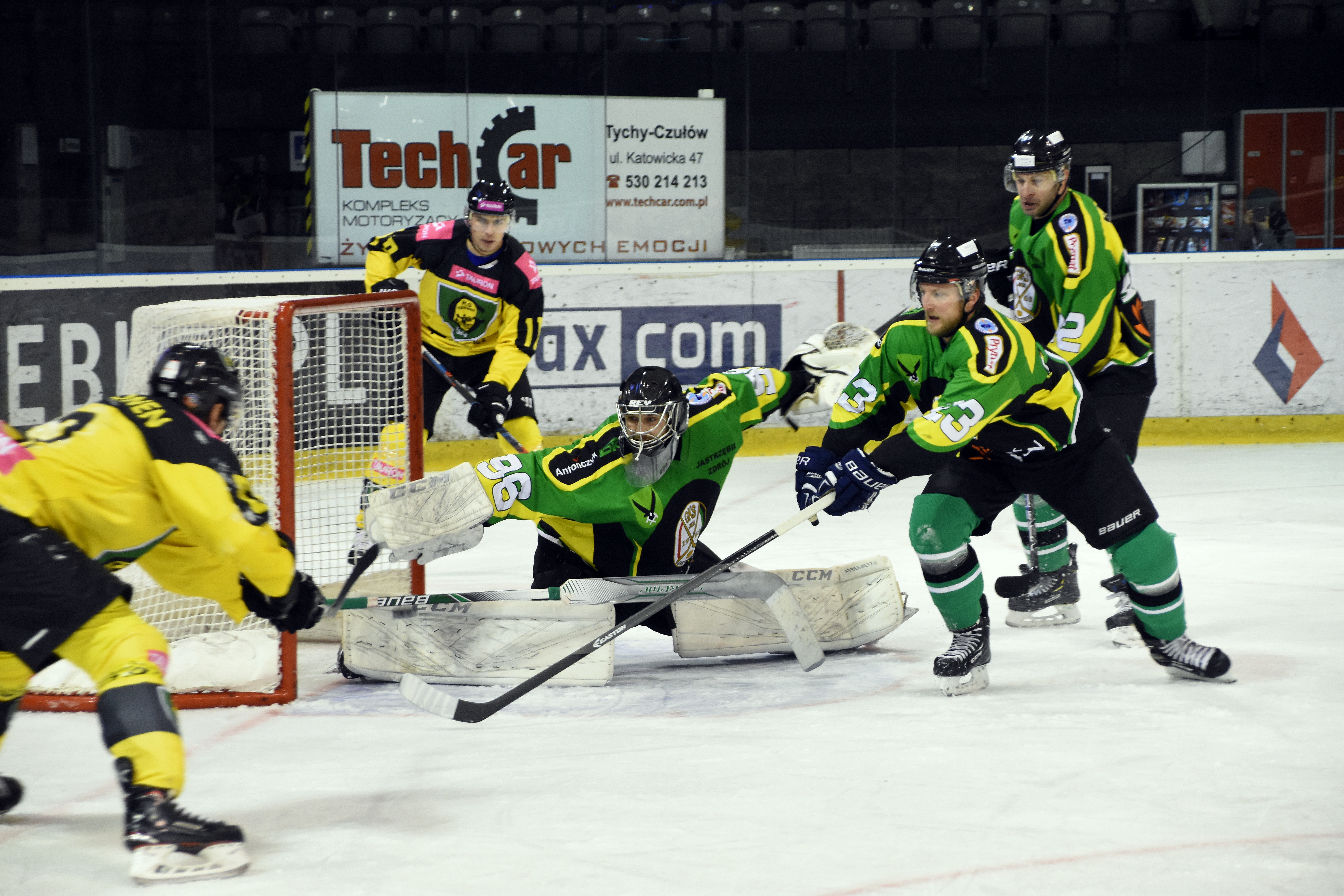
Grzegorz Pasiut (za bramką w głębi) w barwach GKS Katowice (2018)

Jego ojciec Andrzej (ur. 1962) także był hokeistą, został trenerem (do 2015 asystent szkoleniowca Cracovii). Hokeistką została także jego siostra Karolina (ur. 1999). Jego szwagrem został inny hokeista Kacper Guzik.

## Kariera klubowa
- KTH Krynica (2003–2005)
- Cracovia (2005–2011)
- GKS Tychy (2011–2013)
- 1928 KTH Krynica (2013)
- JKH GKS Jastrzębie (2013-2014)
- Cracovia (2014-2016)
- HK Nioman Grodno (2016-2018)
- GKS Katowice (2018-)

Wychowanek klubu KTH Krynica. Latem 2008 przebywał na testach w szwedzkim klubie AIK Ishockey, gdzie odniósł poważną kontuzję kolana. Od 2011 zawodnik GKS Tychy (związany kontraktem do końca sezonu 2012/2013). Od 2013 zawodnik drużyny 1928 KTH Krynica. 22 listopada 2013 rozwiązał kontrakt z klubem. Od 24 listopada 2013 zawodnik JKH GKS Jastrzębie. Od czerwca 2014 ponownie zawodnik Cracovii. Od połowy 2016 zawodnik białoruskiego Niomana Grodno. Na początku lipca 2018 podpisał kontrakt na występy w zespole Tauron KH GKS Katowice. Przed sezonem 2023/2024 po raz piąty wybrany tam kapitanem drużyny.
W trakcie kariery określany pseudonimami Pasionek.

## Kariera reprezentacyjna
Występował w juniorskich kadrach Polski. W barwach reprezentacji Polski do lat 18 uczestniczył w turniejach mistrzostw świata juniorów do lat 18 w 2004, 2005 (Dywizja I). W barwach reprezentacji Polski do lat 20 uczestniczył w turniejach mistrzostw świata juniorów do lat 20 w 2005, 2006, 2007 (Dywizja I). W seniorskiej kadrze Polski uczestniczył w turniejach mistrzostw świata w 2007, 2008, 2009, 2010, 2011 (Dywizja IA), 2012, 2013, 2014 (Dywizja IB), 2015, 2016, 2017, 2023 (Dywizja IA), 2024 (Elita).

## Sukcesy
Reprezentacyjne
- Awans do mistrzostw świata Dywizji I Grupy A: 2014
- Awans do mistrzostw świata Elity: 2023

Klubowe
- Złoty medal mistrzostw Polski: 2006, 2008, 2009, 2011, 2016 z Cracovią, 2022, 2023 z GKS Katowice
- Srebrny medal mistrzostw Polski: 2010 z Cracovią, 2024, 2025 z GKS Katowice
- Brązowy medal mistrzostw Polski: 2007 z Cracovią, 2013 z GKS Tychy, 2014 z JKH GKS Jastrzębie, 2019, 2020[19] z GKS Katowice
- Finał Pucharu Polski: 2007 z Cracovią
- Superpuchar Polski: 2014 z Cracovią, 2022 z GKS Katowice
- Puchar Polski: 2015 z Cracovią
- Puchar Białorusi: 2016 z Niomanem Grodno
- Złoty medal mistrzostw Białorusi: 2017, 2018 z Niomanem Grodno

Indywidualne
- Mistrzostwa świata do lat 18 w hokeju na lodzie mężczyzn 2005/I Dywizja#Grupa B:
  - Pierwsze miejsce w klasyfikacji strzelców turnieju: 6 goli[20]
  - Pierwsze miejsce w klasyfikacji kanadyjskiej turnieju: 7 punktów[21][22]
- Mistrzostwa Świata Juniorów w Hokeju na Lodzie 2006/I Dywizja#Grupa B:
  - Trzecie miejsce w klasyfikacji strzelców turnieju: 3 gole[23]
  - Czwarte miejsce w klasyfikacji asystentów turnieju: 3 asysty[24]
  - Trzecie miejsce w klasyfikacji kanadyjskiej turnieju: 6 punktów[25]
- Mistrzostwa Świata Juniorów w Hokeju na Lodzie 2007/I Dywizja#Grupa A:
  - Piąte miejsce w klasyfikacji strzelców turnieju: 3 gole[26]
  - Pierwsze miejsce w klasyfikacji +/− turnieju: +6[27]
- Mistrzostwa Świata w Hokeju na Lodzie 2011/I Dywizja:
  - Pierwsze miejsce w klasyfikacji skuteczności wygrywanych wznowień: 66,09%
- Polska Hokej Liga (2014/2015):
  - Piąte miejsce w klasyfikacji strzelców w sezonie zasadniczym: 20 goli
  - Czwarte miejsce w klasyfikacji kanadyjskiej w sezonie zasadniczym: 44 punkty
  - Pierwsze miejsce w klasyfikacji +/− w sezonie zasadniczym: +36
- Mistrzostwa Świata w Hokeju na Lodzie 2015/I Dywizja#Grupa A:
  - Jeden z trzech najlepszych zawodników reprezentacji w turnieju[28]
- Mistrzostwa Świata w Hokeju na Lodzie 2016/I Dywizja#Grupa A:
  - Trzecie miejsce w klasyfikacji strzelców turnieju: 3 goe[29]
- Ekstraliga białoruska w hokeju na lodzie (2016/2017):
  - Piąte miejsce w klasyfikacji kanadyjskiej w sezonie zasadniczym: 43 punkty[30]
  - Szóste miejsce w klasyfikacji asystentów w sezonie zasadniczym: 29 asyst[31]
  - Trzecie miejsce w klasyfikacji +/− w sezonie zasadniczym: +32[32]
- Mistrzostwa Świata w Hokeju na Lodzie 2023 (I Dywizja)#Grupa A:
  - Pierwsze miejsce w klasyfikacji asystentów turnieju: 7 asyst[33]
  - Trzecie miejsce w klasyfikacji kanadyjskiej turnieju: 9 punktów[34]
  - Czwarte miejsce w klasyfikacji skutecznośc wygrywanych wznowień w turnieju: 60,00%[35]
  - Jeden z trzech najlepszych zawodników reprezentacji w turnieju[36]